# Nyctemera picatus
Nyctemera picatus là một loài bướm đêm thuộc phân họ Arctiinae, họ Erebidae.